# Acrophylla enceladus
Acrophylla enceladus är en insektsart som beskrevs av Gray, G.R. 1835. Acrophylla enceladus ingår i släktet Acrophylla och familjen Phasmatidae. Inga underarter finns listade i Catalogue of Life.